# Sonanus senzuensis
Sonanus senzuensis är en stekelart som beskrevs av Sergey A. Belokobylskij och Konishi 2001. Sonanus senzuensis ingår i släktet Sonanus och familjen bracksteklar. Inga underarter finns listade i Catalogue of Life.